# Fyrisfestivalen
Fyrisfestivalen var en årligt återkommande festival utomhus i Uppsala. Frivilliga Radioorganisationen uppskattade antalet besökare under fyra festivaldagar 1997 till 500 000. I början användes Fyristorg (vid Fyrisån) för livemusik men senare år blev festivalen större och inkluderade då även Stora torget. Fyrisfestivalen var en musikfestival, som över åren utvecklades till en stadsfestival.